# Jylhänsaari (ö i Mellersta Finland)
Jylhänsaari är en ö i Finland. Den ligger i sjön Vihtanen och i kommunen Hankasalmi i den ekonomiska regionen  Jyväskylä ekonomiska region  och landskapet Mellersta Finland, i den centrala delen av landet, 270 km norr om huvudstaden Helsingfors. Öns area är 0,6 hektar och dess största längd är 110 meter i sydväst-nordöstlig riktning.